# Achilo
Achilo és un gènere monotípic d'arnes de la família Crambidae. Conté només una espècie, Achilo lignella, que es troba a Veneçuela.